# Ankunft bei den schwarzen Schwänen
Ankunft bei den schwarzen Schwänen – Albumblatt in As-Dur für Klavier (WWV 95) ist eine Komposition Richard Wagners. Das Werk wurde 1861 in Paris komponiert und ist Gräfin Anna von Pourtalès (1827–1892) gewidmet. Die Aufführungsdauer beträgt ca. 5 Minuten.

## Geschichte
Nachdem Wagner im Frühsommer 1861 seinen Haushalt in Paris aufgelöst hatte, fand er eine zeitweilige Unterbringung im preußischen Gesandtschaftshotel. Dort ließ er eines Tages den Blick aus dem Fenster auf die Tuilerien schweifen, wo er zwei schwarze Schwäne in einem Bassin baden sah, „zu denen [er sich] mit träumerischer Neigung hingezogen fühlte“. Diesen Gedanken griff er später auf, als er das Albumblatt Ankunft bei den schwarzen Schwänen schrieb. Wagner widmete es seiner früheren Pariser Hauswirtin Gräfin Anna von Pourtalès.

## Musik
Den Anfang macht ein zweitaktiges Motiv, das die grundlegende Tonart As-Dur noch nicht erkennen lässt. Es erscheinen drei Umkehrungen eines DmØ, die aufgrund ihrer losgelösten Stellung noch keine doppeldominantische Wirkung hörbar machen; diese entsteht erst bei der dritten Wiederholung durch Überleitung in einen vorgehaltenen Es7, der nur halb zur Auflösung kommt, da die Quintoktav im Bass durchgängig liegen bleibt. Harmonisch verharrt das erste Vorspiel aber im Weiteren hauptsächlich auf dem Dominantseptakkord, mit dem der Abschnitt beendet, aber durch den mittels Es9-8 erreichten Halbschluss auch instabil gehalten wird.

Es folgt erneut das Anfangsmotiv, das wieder nach dem dritten Erklingen in den Dominantseptakkord übergeleitet wird. Im Anschluss erscheint eine Modulationskette, die abermals auf einem vorgehaltenen Es7 endet.
Nach diesem zweiten Vorspiel erklingt das Thema, das nun vorwiegend aus abwechselnder Dreiklangs- und Skalenmelodik besteht und durch zahlreiche Punktierungen, Synkopen und Vorschläge ausgeschmückt wird. Es mutet über der einfachen Dreiklangsbegleitung auf jede Achtel, die anfangs keine großen harmonischen Besonderheiten – der Tonika-Dominante-Wechsel wird nur selten durch andere, meist tonleitereigene Akkorde unterbrochen – aufweist, als kapriziös und frei an. Am Schluss wird ein Doppeldominantakkord wieder auf die Tonika zurückgeführt, bevor ein Dominantsept- und ein Tonikaakkord den thematischen Teil abschließen.
Im Schlussteil erklingt wieder das Anfangsmotiv, das diesmal aber bei den beiden Wiederholungen harmonisch und leicht melodisch variiert wird. Eine erneute, folgende Modulationskette endet auf einem ges-Moll-Akkord. Nach einer D-DD-D-Überleitung wird das Stück durch eine Coda abgeschlossen, die auf den schon im Thema vorgekommenen Tonikaakkorden auf jeder Achtel basiert und als Motiv Tonikaarpeggien verarbeitet. Die Schlussakkorde stellen einen Verweis auf das Anfangsmotiv dar.